# رون كولمان
رون كولمان (بالإنجليزية: Ron Coleman)‏ هو محامي أمريكي، ولد في 11 مارس 1963 في كوينز في الولايات المتحدة.